# Toscho Toschew
Toschko Nikolow Toschew (auch Toshko Nikolov Toshev geschrieben, bulgarisch Тошко Николов Тошев; * 7. Dezember 1942 in Drinowo, Bulgarien; † 20. September 2023 in Sofia), bekannt als Toscho Toschew (auch Tosho Toshev geschrieben, bulg. Тошо Тошев), war ein bulgarischer Journalist und Autor. Er war zwischen 1991 und 2011 zudem Herausgeber und Chefredakteur der Tageszeitung Dnewen Trud.

## Leben
Toschko Toschew wurde im Dorf Drinowo in der Gemeinde Popowo im nördlichen Bulgarien geboren. Er studierte Bulgarische Philologie an der St.-Kliment-Ohridski-Universität in Sofia. Nach seinem Abschluss arbeitete er für die Zeitungen „Средношколско знаме“ (1965–1967), „Вечерни новини“ (1968–1970) und „Народна младеж“ (1970–1972) und für das bulgarische Staatsfernsehen, wo er zuletzt Programmdirektor war.
1991 wurde Toschew Herausgeber und Chefredakteur der Zeitung Dnewen Trud und blieb als solcher auch nach ihrer Übernahme durch die deutsche WAZ-Mediengruppe. Im Januar 2011 trennte sich die WAZ von der Zeitung zu Gunsten der Mediengruppe Bulgarien und Toschew verlor in der Folge seinen Posten. Er wurde daraufhin zunächst Mitglied des Aufsichtsrates der Mediengruppe, bevor er diesen Posten im August 2011 aufgab. Weiter war Toschew Besitzer des Verlages Media Holding.
Im Dezember 2009 wurde bekannt, dass er zwischen 1975 und 1990 für die bulgarischen Staatssicherheitsbehörde DS unter dem Tarnnamen Bor tätig war.
Tosho Toshev starb am 20. September 2023 im Acıbadem City Clinic Tokuda Hospital in der bulgarischen Hauptstadt Sofia.

## Bibliographie
- „Истина за лично ползване“ (1984)
- „Времето за умиране стига“ (1988)
- „Китай в годината на Дракона“ (1989) — пътепис
- „Страх“ (2001) — роман
- „Лъжата — Жан, Иван и другите“ — книги първа и втора (2003)
- „Лъжата — Жан, Иван и Величеството“ — книги първа и втора (2004)